# Nguyễn Xuân Khánh
Nguyễn Xuân Khánh (1933–2021) là nhà văn, dịch giả Việt Nam, được tặng Giải thưởng Nhà nước về Văn học Nghệ thuật vào năm 2017. Các tác phẩm nổi bật của ông là bộ 3 tiểu thuyết văn hóa lịch sử “Hồ Quý Ly”, “Mẫu Thượng ngàn” và “Đội gạo lên chùa”.      

## Tiểu sử
Nguyễn Xuân Khánh (bút danh là Đào Nguyễn) sinh năm 1933 tại làng Cổ Nhuế, huyện Từ Liêm, Thành phố Hà Nội. Ông đỗ Tú tài Toán, học Đại học Y khoa Hà Nội. Năm 1953, ông ra vùng tự do khu Bốn tham gia bộ đội. Ông ở một đơn vị pháo binh, rồi dạy văn hoá tại Trường Sĩ quan Lục quân trước khi chuyển về làm việc tại tạp chí Văn nghệ Quân đội vào cuối năm 1959. Từ năm 1965, ông là phóng viên báo Thiếu niên Tiền phong và nghỉ hưu sớm vào năm 1973.
Ông là hội viên Hội Nhà văn Việt Nam từ năm 2001.
Ông qua đời vào ngày 12 tháng 6 năm 2021.

## Sự nghiệp
Nguyễn Xuân Khánh ra mắt văn đàn vào đầu năm 1959 với truyện ngắn "Một đêm”. Năm 1963, ông xuất bản tập truyện ngắn đầu tay mang tên "Rừng sâu”, tập hợp các truyện ngắn viết từ năm 1958-1962. Đây là những truyện ngắn khẳng định cái tên Nguyễn Xuân Khánh giai đoạn đầu cầm bút.
Trong số các nhà văn Việt Nam đương đại nổi trội, Nguyễn Xuân Khánh là người lặng lẽ nhất. Với những tác phẩm của mình, ông được xem là một trong những nhà văn hàng đầu của văn học Việt Nam sau Cách mạng Tháng Tám.
Qua một thời gian dài không xuất hiện trên văn đàn, sau đó Nguyễn Xuân Khánh tái xuất và chuyển hướng với hàng loạt tiểu thuyết thuộc hai mảng đề tài là văn hóa lịch sử và phúng dụ.
Nổi bật trong mảng tiểu thuyết văn hoá lịch sử của ông là bộ 3 tiểu thuyết “Hồ Quý Ly”(2000), “Mẫu Thượng ngàn” (2006) và “Đội gạo lên chùa” (2011). Bộ tiểu thuyết này của ông làm ra những hiện tượng xuất bản (mỗi cuốn đều được tái bản từ 8 đến 13 lần). Một số người cho rằng bộ 3 cuốn tiểu thuyết này là đỉnh cao sự nghiệp văn chương của nhà văn với những trang viết đạt tới độ mẫu mực cổ điển và sức hấp dẫn đặc biệt mặc dù viết về những vấn đề tưởng chừng rất khó ăn khách.
Tiểu thuyết "Hoang tưởng trắng" viết năm 1974 nhưng đến năm 1985 mới được in ở Nhà xuất bản Đà Nẵng dưới cái tên "Miền hoang tưởng" với bút danh Đào Nguyễn. Mãi đến năm 2015, tức 30 năm sau, tác phẩm mới ấn bản lần thứ hai với tên gốc là "Hoang tưởng trắng", lấy tên thật của tác giả.
— nhà văn Nguyễn Xuân Khánh  
"Chuyện ngõ nghèo" là tác phẩm xuất bản cuối cùng của nhà văn Nguyễn Xuân Khánh, in năm 2016, được coi là tự truyện của ông. Tác phẩm hoàn thành từ năm 1982, vào đúng giai đoạn khó khăn nhất của kinh tế Việt Nam nhưng mãi đến năm 2016 tác phẩm mới được ấn hành. Nhà văn từng chia sẻ đó là cái duyên của mỗi cuốn sách và ông đã không sửa, dù chỉ một chữ.
Sau khi Nguyễn Xuân Khánh qua đời, vào cuối năm 2021, Nhà xuất bản Phụ nữ đã xuất bản 2 cuốn ''Tiếng người trong văn'' và “Nguyễn Xuân Khánh - Một nụ cười mỉm, một nghiệp văn xuôi”. Cuốn ''Tiếng người trong văn'' tập hợp nhiều bài viết, thường dưới dạng tùy bút và tiểu luận, ở nhiều thời điểm khác nhau. Cuốn sách được xem là hồi ký ông viết về cuộc đời mình, về bạn văn cũng như sự nghiệp văn chương của ông. Cuốn “Nguyễn Xuân Khánh - Một nụ cười mỉm, một nghiệp văn xuôi” tuyển chọn các bài viết hay về đời văn Nguyễn Xuân Khánh.
Nguyễn Xuân Khánh đã giành được rất nhiều giải thưởng về văn học: Giải thưởng cuộc thi tiểu thuyết của Hội Nhà văn Việt Nam 1998 – 2000 với tiểu thuyết Hồ Quý Ly; Giải thưởng của Hội Nhà văn Hà Nội 2001 với tiểu thuyết Hồ Quý Ly; Giải Mai Vàng do bạn đọc báo Người Lao động bình chọn năm 2001 với bộ 3 tiểu thuyết “Hồ Quý Ly”, “Mẫu Thượng ngàn” và “Đội gạo lên chùa”; Giải thưởng Thăng Long của Ủy ban Nhân dân Thành phố Hà Nội 2002 với tiểu thuyết Hồ Quý Ly; Giải thưởng của Hội Nhà văn Hà Nội 2006 với tiểu thuyết Mẫu thượng ngàn; Giải thưởng của Hội Nhà văn Việt Nam 2011 với tiểu thuyết Đội gạo lên chùa; Giải thưởng Thành tựu văn học trọn đời của Hội Nhà văn Hà Nội 2018.
| “                                                                         | Đọc tất cả những tác phẩm của nhà văn Nguyễn Xuân Khánh sẽ thấy ông không đem những nỗi dằn vặt, uất ức, hận thù vào trong tác phẩm. Ông tìm được diễn ngôn đa thanh, đọc ông khiến chúng ta trải qua nhiều cung bậc cảm xúc, đôi khi thấy ân hận, đôi khi thấy xúc động, đôi khi thấy nghẹn ngào, đôi khi thấy hạnh phúc. Nhưng cái cung bậc quan trọng nhất là lòng nhân ái, cao thượng dành lại cho mỗi con người. Sau khi đọc xong tác phẩm ta thấy tâm hồn như được gột rửa, những gì bé mọn trong cuộc đời ta sẵn sàng bỏ lại hư không. Những nhà văn lớn là làm sao làm cho độc giả lớn lên khi đọc tác phẩm. Đó là sự phân biệt giữa một nhà văn lớn và nhà văn bình thường. Vì trong tác phẩm có tư tưởng, trong tư tưởng có sự bao dung, nhân ái. Cho nên với những nhà văn lớn, không gì có thể cản trở được ngòi bút của họ. | ” |
| — nhà văn Hoàng Quốc Hải, Giải thưởng Nhà nước về Văn học Nghệ thuật 2017 | |   |

Năm 2017, ông được tặng Giải thưởng Nhà nước về Văn học Nghệ thuật với cụm tác phẩm: Hồ Quý Ly (tiểu thuyết); Đội gạo lên chùa (tiểu thuyết); Mẫu thượng ngàn (tiểu thuyết).

### Văn xuôi
- Rừng sâu (tập truyện ngắn, 1963).
- Miền hoang tưởng (tiểu thuyết, 1990).
- George Sand – nhà văn của tình yêu (chân dung văn học, 1993).
- Hồ Quý Ly (tiểu thuyết, 2000).
- Hai đứa trẻ và con chó Mèo xóm núi (tập truyện vừa thiếu nhi, 2002).
- Mưa quê (tập truyện ngắn thiếu nhi, 2003).
- Trư Cuồng (tiểu thuyết, 2005).
- Mẫu thượng ngàn (tiểu thuyết, 2006).
- Đội gạo lên chùa (tiểu thuyết, 2011).
- Chuyện ngõ nghèo (tiểu thuyết. 2016).
- Tiếng người trong văn (2021)[10]
- Nguyễn Xuân Khánh - Một nụ cười mỉm, một nghiệp văn xuôi (2021) [11]

### Dịch thuật
- Những quả vàng (tiểu thuyết của Nathalie Sarraute, Nhà xuất bản Phụ nữ, Hà Nội, 1996)
- Chuông nguyện cầu cho kẻ đã khuất (tiểu thuyết của Taha Ben Jelloun, Trung tâm Văn hóa – Văn minh Pháp và Nhà xuất bản Phụ nữ, Hà Nội, 1998)
- Bảy ngày trên khinh khí cầu (Jules Verne, Nhà xuất bản Kim Đồng, Hà Nội, 1998)
- Hoàng hậu Sicile (tiểu thuyết của Pamela Schoenewaldt, Nhà xuất bản Kim Đồng, Hà Nội, 1999)
- Tâm lý học đám đông (tiểu luận của Gustave le Bon, Nhà xuất bản Tri thức, Hà Nội, 2006)
- Sự hình thành biểu tượng ở trẻ nhỏ (Jean Piaget)

Nguồn: 

## Vinh danh
- Giải thưởng Nhà nước về Văn học Nghệ thuật năm 2017.

### Giải thưởng văn học
- Giải thưởng cuộc thi tiểu thuyết của Hội Nhà văn Việt Nam 1998 – 2000
- Giải thưởng của Hội Nhà văn Hà Nội 2001
- Giải Mai Vàng do bạn đọc báo Người Lao động bình chọn năm 2001
- Giải thưởng Thăng Long của Ủy ban Nhân dân Thành phố Hà Nội 2002
- Giải thưởng của Hội Nhà văn Hà Nội 2006
- Giải thưởng của Hội Nhà văn Việt Nam 2011
- Giải thưởng Thành tựu văn học trọn đời của Hội Nhà văn Hà Nội 2018.

## Sự cố
Nguyễn Xuân Khánh là người có số phận truân chuyên nhất trong thế hệ mình. Con đường văn học của ông không trôi chảy trong suốt gần 30 năm. Khoảng những năm 70 ông gặp phải một cú vấp số phận: bị kỷ luật, cho thôi việc. Trong suốt những năm đó, ông sống chật vật vì không được viết, không được in và không có thu nhập. nhà văn buộc phải loanh quanh ở nhà làm thợ may, nuôi lợn, làm bảo vệ, thậm chí có lúc đi bán máu… để nuôi gia đình. Điều đặc biệt là, dù trong hoàn cảnh khó nhọc, ngột ngạt cả về vật chất lẫn tinh thần như thế, ông vẫn viết, viết khi không được công bố, viết khi không được in. Cho đến đầu những năm 1980, làn gió Đổi mới cũng không đủ để ''Miền hoang tưởng'' của ông ra mắt công chúng, cho dù ông phải dùng một bút danh xa lạ.